# Con la pata quebrada
Con la pata quebrada y en casa és una pel·lícula documental espanyola del 2013 dirigida per Diego Galán Fernández, autor també del guió. Es podria inscriure en el gènere documental de muntatge i forma un treball sociològic en el tractament de la dona i la feminitat en el cinema espanyol, sovint amb una posició submisa i dependent.
Fou exhibida en la secció "Cannes Classics" al 66è Festival Internacional de Cinema de Canes.

## Sinopsi
El documental, fet a base del muntatge humorístic i dinàmic de 180 fragments de pel·lícules espanyoles i amb la veu de narrador de l'actor Carlos Hipólito, vol ser una crònica de la presentació de la dona al cinema espanyol des de la dècada del 1930 fins a l'actualitat, ja que segons el director i guionista, el cinema, vulguem o no, "reflecteix sempre la realitat o part d'ella, i les pel·lícules espanyoles han estat a cada moment mirall de la situació política del país i els seus costums". Així, durant la Segona República Espanyola es va intentar equiparar en llibertat homes i dones, durant la guerra civil espanyola les dones també es van dividir en dos bàndols, durant el franquisme es va retornar a la visió anterior de la dita "con la pata quebrada y en casa" (que dona títol al documental), i durant la transició espanyola la dona es va incorporar poc a poc a l'alliberament feminista. Així mostra a les noves generacions com el patriarcalisme dominat i la seva misogínia d'aquells anys reflectits en el cinema.

## Nominacions i premis
Va rebre el premi al millor llargmetratge documental als XXIII Premis Turia atorgats per Cartelera Turia i també el Premi Platino a la millor pel·lícula documental. Fou nominada al Goya al millor documental.